# 윤시달
정헌대부 증병조판서
윤시달(尹時達, 1622.9.28〜1693.12.7)은 1649년 별시(別試) 무과에 급제하고, 1656년 중시에 급제하였다. 오위도총부부총관(五衛都摠府副憁管). 삼도통어사 · 남북병사(南北兵使)· 경기수군절도사(京畿水軍節度使)· 교동도호부사(喬桐都護府使)등의 벼슬을 지냈다.
출생 1622년 9월 28일
사망 1693년 12월 7일
출생지 충남 청양군 청남면 인양리

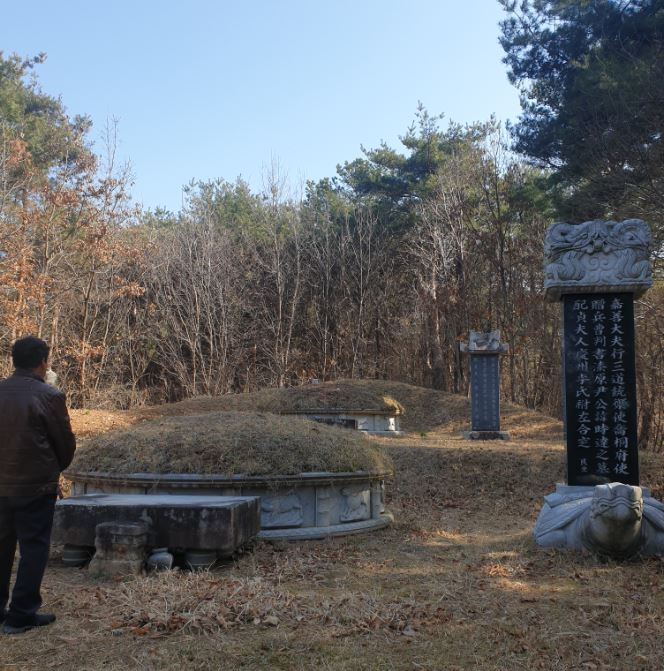
윤시달의 묘

안장  충남 청양군 장평면 중추리 성재동(聖才洞) 간좌(艮坐) 선영  하 
정기精記 향토사학자 윤경수 
칠원윤씨 29세이며 충효공(尹桓: 고려조 문하시중) 후손이다. 칠원윤씨 세거지인 충남 청양군에서 윤완(증이조참의)과 예안김씨의 아들로 태어났다. 1689년 기사사화(己巳士禍)에 연루되어 함경도 종성(鍾城)으로 유배를 당했으며, 1693년 12월 7일 에 그곳에서 돌아가셨는데 수(壽)가 70세였다.
총융중군겸도총부부총관을 재임하고 있을 때 기사사화가 일어났다. 기사환국으로 남인계의 흉악도 장계 속에 들어가게 되었다. 즉 우암 송시열과 文谷(金壽恒: 1629〜1689)하고 교분이 친밀하다는 이유이다. 남인의 상소에 의해 함경북도 종성(鐘城)으로 유배를 당하였으며, 떠날 때  많은 명사들이 전송하였다 한다. 노론의 영수이고 기호학파의 거장이신 송시열 선생과 지인의 연으로 인하여, 붕당에 동참한 것으로 간주하고 유배를 당하였다. 무관으로 오직 군인 정신이 뼈 속까지 배인 인물이기에 더욱 억울한 연루로 죽음을 맞이한 비분의 인물이다. 
1694년에 관직이 다시 회복되고 1695년에는 제관을 보내어 제사를 지내도록 하였다. 결국 종성(鍾城) 땅에서 관속에 들어서 돌아왔다. 상서(尙書) 신여철(申汝哲)이 만장을 썼고, 성담(性潭) 송환기(宋煥箕)선생이 행장(行狀)을 지었다. 아들인 병사공(兵使公) 일상(一商)의 벼슬이 높아지자 호조참판(戶曹參判:종2품)에 증직되었다.  1819년에 선비들 사이에 의논이 일어나자 병조판서(兵曹判書:정2품)에 다시 증직 되었다. 공께서 전라도 병마절도사(兵使)로 계실 때에 농암(農岩) 김창협(金昌協)선생이 시를 지어 보내기도 하였다 한다.
- 윤시달 초상[1] 국립중앙박물관 소장

- 윤시달 교지국립중앙박물관 소장
- 판서공실기 국립중앙박물관 소장

참고문헌) 嘉善大夫 行三道統禦使 贈兵曹判書 漆原尹公 諱時達 小考(2020. 윤경수)
돈본11호(2020년), 충남향토연구회지 44집(2020년). 칠갑문화(2022년)
<관력표>
| 년호 | 년도           | 관직명                         |
| 순치 | 기축년 1649년  | 무과급제                       |
| 순치 | 1652년 8월 일  | 보공장군행충우위중부장         |
| 순치 | 1654년 7월20일 | 선략장군행용양위부사과         |
| 순치 | 1656년12월27일 | 무신겸선전관                   |
| 순치 | 1658년 4월20일 | 어해장군행오위도총부도사       |
| 순치 | 1658년 9월 4일 | 어해장군행오위도총부 도사      |
| 순치 | 1658년12월20일 | 어해장군행훈련원첨정           |
| 순치 | 1659년 4월13일 | 재령군수                       |
| 순치 | 1659년         | 도총                           |
| 순치 | 1661년 7월20일 | 도총경력                       |
| 강희 | 1662년 6월21일 | 金實加折衝                     |
| 강희 | 1662년12월26일 | 진주영장                       |
| 강희 | 1664년 6월23일 | 오위장                         |
| 강희 | 1664년 7월 9일 | 우림위장                       |
| 강희 | 1665년 4월 2일 | 절충장군첨지중추부사겸우림위장 |
| 강희 | 1665년12월29일 | 가덕진수군첨제절제사           |
| 강희 | 1669년 3월18일 | 순장부사과                     |
| 강희 | 1669년 3월23일 | 외순장부사과                   |
| 강희 | 1669년10월9일  | 청주영장                       |
| 강희 | 1669년10월12일 | 내금위장                       |
| 강희 | 1672년12월22일 | 절충장군행충무위부호군겸오위장 |
| 강희 | 1673년 8월16일 | 진도군수                       |
| 강희 | 1675년 4월23일 | 통정대부경흥도호부사           |
| 강희 | 1675년 6월11일 | 용천부사                       |
| 강희 | 1676년10월20일 | 소감첨사                       |
| 강희 | 1677년 1월     | 소강방어사                     |
| 강희 | 1677년12월 2일 | 첨사                           |
| 강희 | 1677년12월25일 | 사복장                         |
| 강희 | 1678년12월 3일 | 공주영장                       |
| 강희 | 1680년 7월 3일 | 길주목사. 훈련도감훈국별장     |
| 강희 | 1680년 7월12일 | 호군                           |
| 강희 | 1680년 8월 5일 | 공청수사                       |
| 강희 | 1681년 1월     | 공홍수사                       |
| 강희 | 1681년12월11일 | 부호군                         |
| 강희 | 1682년 1월 일  | 절충장군행충무위부호군         |
| 강희 | 1682년10월29일 | 전라도병마절도사               |
| 강희 | 1684년 9월17일 | 함경남도병마절도사             |
| 강희 | 1684년 6월 7일 | 경상좌수사                     |
| 강희 | 1684년 9월19일 | 북청도호부사                   |
| 강희 | 1687년 1월23일 | 경기수사                       |
| 강희 | 1687년 3월10일 | 경기수군절도사겸삼도통어사     |
| 강희 | 1688년 8월20일 | 총융중군겸도총부부총관         |
| 강희 | 1694년 4월 4일 | 복관                           |
| 건륭 | 1736년12월28일 | (증)재덕만호                   |
| 가경 | 1818년 3월10일 | (증)병조판서                   |